# 鳥取城
鳥取城（とっとりじょう）は、鳥取県鳥取市（因幡国邑美郡）にあった戦国時代から江戸時代の日本の城。国の史跡に指定され、別名は久松城（きゅうしょうじょう）・久松山城（きゅうしょうざんじょう）という。山名氏・武田氏・尼子氏・毛利氏の争奪戦の舞台となり、織田信長の中国攻めでは、家臣の羽柴秀吉が兵糧攻めを用いて攻略した。開城後、入城した宮部継潤によって山上ノ丸の改修が行われ、江戸時代には鳥取藩池田氏の治下に入り、麓の二の丸以下の曲輪が拡張された。現在は天守台、石垣、堀、井戸などが残っている。戦国時代から江戸末期にかけての城郭形態の変化を窺うことができることから「城郭の博物館」の異名を持つ。

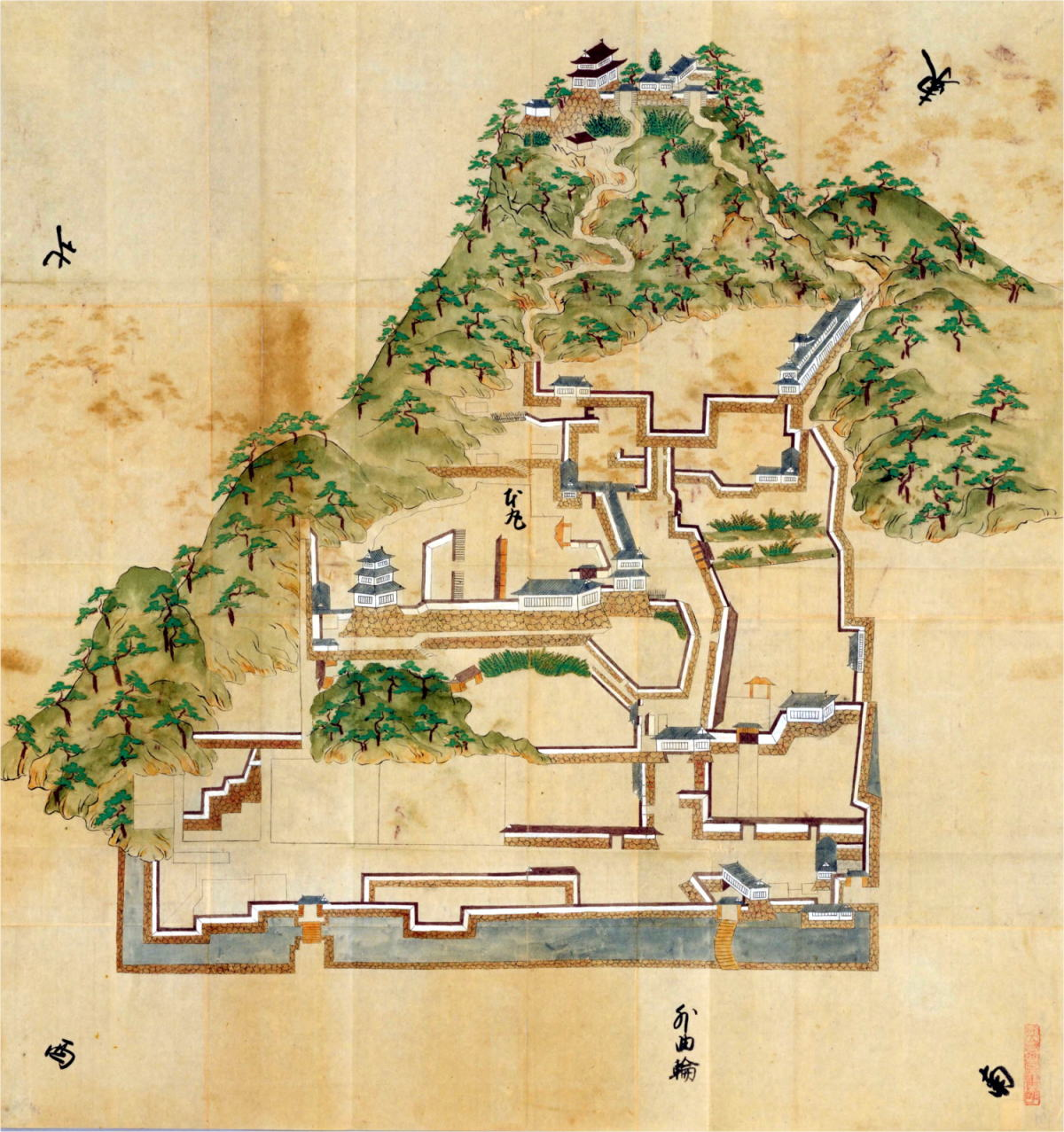
鳥取城 古絵図。

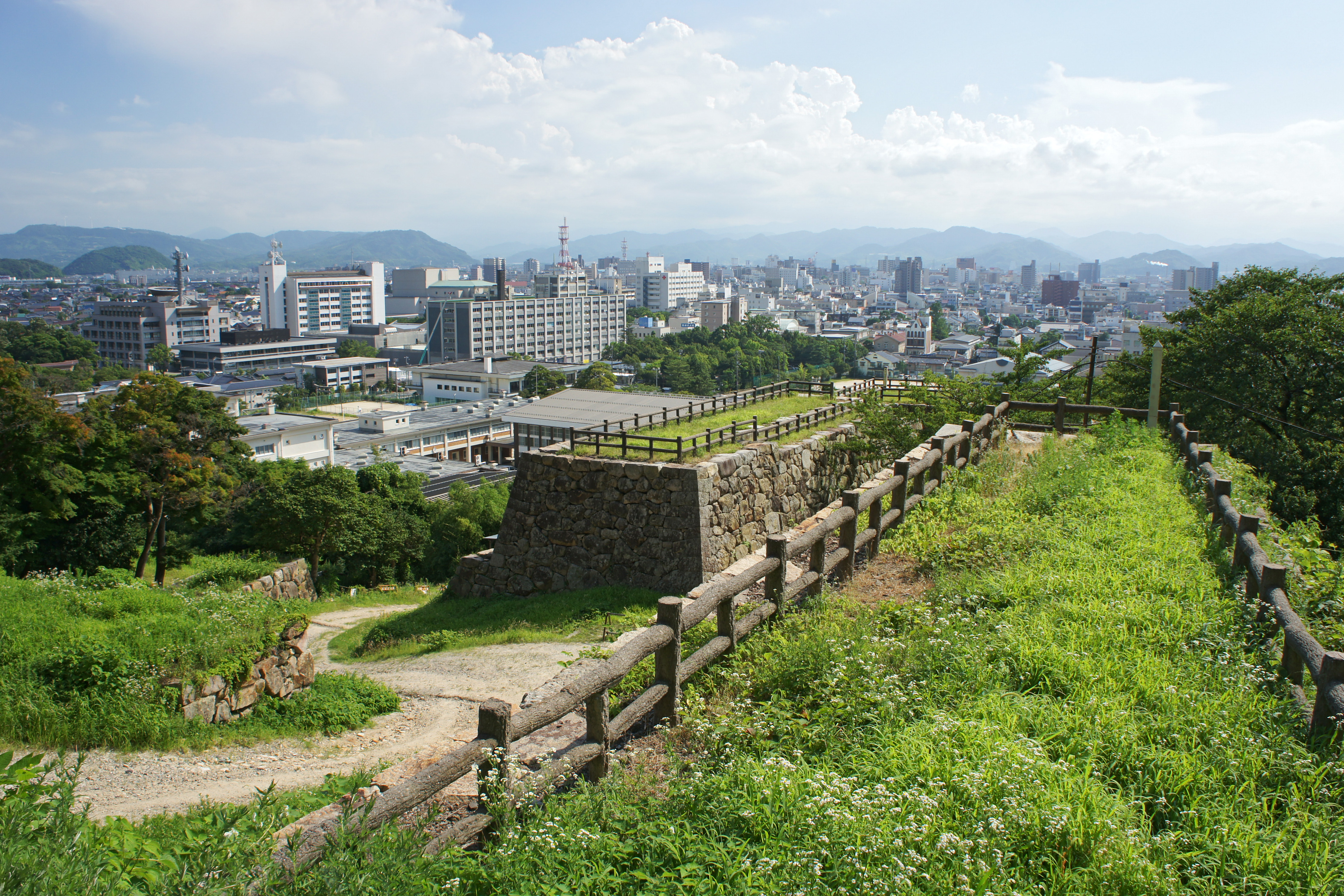
城址から望む市街。

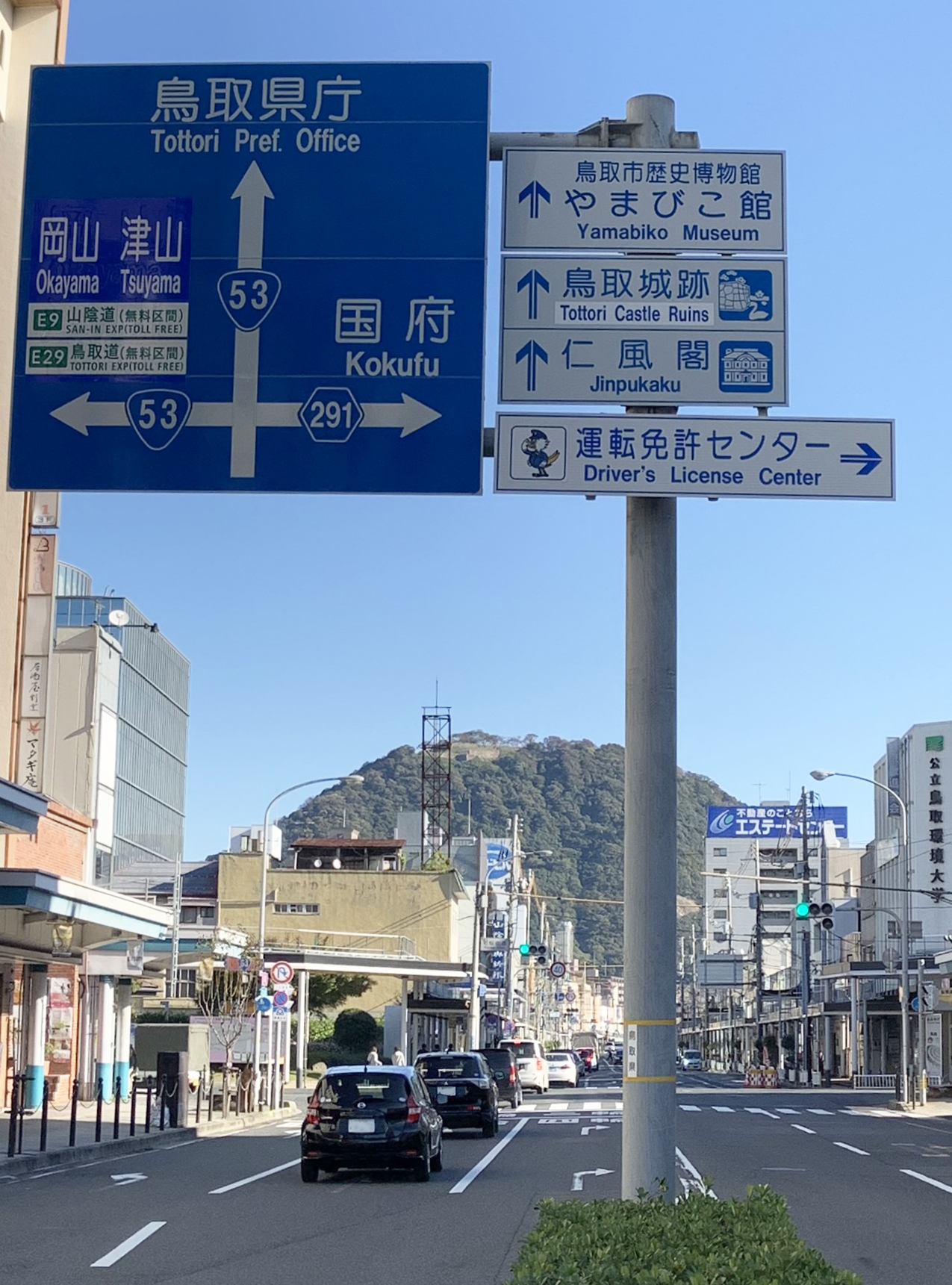
市街地から望む城跡。

## 歴史・沿革

### 戦国時代

#### 山名氏の内紛と毛利氏の侵攻
戦国時代中頃の天文年間、因幡の守護である山名誠通が久松山の自然地形を利用した山城として築城したとされてきたが、近年の研究では誠通の因幡山名氏と対立する但馬山名氏（山名祐豊）の付城として成立した可能性が支持されている。正式に城主が確認されるのは、元亀年間の武田高信からである。高信は誠通の滅亡後、但馬山名氏の分家として再興された因幡山名氏の家臣であったが、しだいに力をつけ永禄年間には鳥取城を拠点とした。湯所口の戦い以降、守護家に対して優勢になった高信は天神山城を攻撃し、因幡守護の山名豊数を鹿野城に逃亡させ名目上の守護・山名豊弘を擁立し下剋上を果たした。高信はその後も豊数の弟で主筋である山名豊国としばしば対立し、安芸の毛利氏と誼を通じるようになる。
1573年（天正元年）、高信を討つために山中幸盛ら尼子残党と結んだ豊国の攻撃を受け、劣勢の高信も和議を結び城を明け渡すが（尼子再興軍による鳥取城の戦い）、まもなく豊国の手によって謀殺された。因幡山名氏の本拠も鳥取城に移されるが、同年に後巻に進出した吉川元春に攻められ豊国は降伏、市場城主・毛利豊元が城主となった。しかし、1574年（天正2年）再度尼子氏残党に攻められて降伏する。
1575年（天正3年）芸但和睦で毛利氏の力が鳥取に直接及ぶようになると、その手から逃れるため尼子残党が鳥取城を退き豊国が城主に落ち着く。

#### 秀吉の鳥取城攻略戦
1580年（天正8年）に織田方・羽柴秀吉の第一次鳥取城攻めで3か月の籠城戦（この時の籠城費用は、全て豊国が負担している。）の末、9月に豊国は和議により信長へ降伏、臣従した。
ところが、同月毛利氏の来訪で再度の降伏、鳥取城は牛尾春重が城将として入った。この時点で、豊国は因幡守護であるが鳥取城主ではなくなった。春重は織田方の桐山城を攻めたとき深手を負い帰還（近年の研究では、帰還後も生存していたことが明らかになっている）、何人かの城将の入れ替えの末、1581年（天正9年）3月毛利氏の重臣である吉川経家が城主として迎えることになった。
同年4月、因幡守護の豊国が織田氏へ密使を送るが、市場城主・毛利豊元の家臣達に斬られたことで織田氏への内通が発覚、豊国は秀吉の下へ出奔する。残存する山名氏旧臣は毛利氏への従属を継続したため、信長の部将で中国地方の攻略を担当していた秀吉は2度目の鳥取城攻撃をすることとなる。
秀吉は播磨・三木城攻め（三木合戦）で行った兵糧攻めをここでも実施、後に『鳥取城の渇え殺し』と言われる程凄惨な兵糧攻めであった。
『陰徳太平記』によると、秀吉は若狭から商船を因幡へと送り込み米を高値で買い占めさせる一方で、1400の兵が籠る鳥取城に付近の農民ら2000以上を城に追いやった。さらに河川や海からの毛利勢の兵糧搬入も阻止した。このとき城には20日分の兵糧しか用意されておらず、この作戦により瞬く間に兵糧は尽き飢餓に陥った。何週間か経つと城内の家畜、植物などは食い尽くされ、4か月も経つと餓死者が続出した。
『信長公記』には「餓鬼のごとく痩せ衰えたる男女、柵際へより、もだえこがれ、引き出し助け給へと叫び、叫喚の悲しみ、哀れなるありさま、目もあてられず」と記され、人肉を食らう者まで現れたとしている。
同年10月25日、城主の経家は切腹し、その代わりに将兵は助命するという条件で開城した。
開城後、飢えた将兵には粥が振る舞われたが、多くの兵がまもなく命を落とした。『信長公記』では「食べた人は食に酔ってしまい、過半数がすぐに死んでしまった」としており、『豊鑑』では「粥をたくさん食べたものはすぐに死んでしまったが、少し食べたものは問題なかった」としている。この記録から低栄養状態で高栄養を摂取することで低血糖や電解質異常を起こして死に至るリフィーディング症候群ではないかという説が唱えられている。
開城後の鳥取城には浅井氏の旧臣で秀吉の与力となっていた宮部継潤が城代として入り、織田勢の山陰攻略の拠点とした。鳥取城落城により毛利方の前線は八橋城周辺の西伯耆まで後退し、すでに織田方に臣従していた南条元続の羽衣石城周辺の東伯耆で争うこととなる。

### 豊臣政権下
宮部継潤は豊臣政権に代わった1585年（天正13年）の九州征伐で功績を挙げ、正式に因幡・但馬のうち5万石を与えられ、正式な鳥取城主となった。その後も継潤は九州平定後五奉行として連署するなど、豊臣政権の奉行として重要な役割を果たし、隠居後は御伽衆として秀吉のそばに仕えた。
継潤の没後は子の宮部長房が受け継いだ。1600年（慶長5年）の関ヶ原の戦いで宮部家は西軍に所属し、城主の長房は因幡の外にいたので城代家老の伊吹三左右衛門や一族の者が留守を守ったが、関ヶ原での本戦終了後、東軍の亀井茲矩らに激しく攻められ開城する。長房は戦後改易されている。

### 江戸時代
関ヶ原の戦いの近江甲賀郡水口岡山城攻めでの功により、池田長吉（池田氏）が6万石で入り、池田氏によって近世城郭に改修された。
1617年（元和3年）、さらに池田光政が因幡・伯耆32万5,000石の大封で入府、鳥取城も大大名に相応しい規模に拡張された。光政によって城下町の整備も行われたという。その後、ふたたび備前岡山藩に入っていた池田氏（長吉とは別系）と所領の交換が行われて池田光仲が入封、そのまま12代続いて明治維新を迎えた。

### 近現代

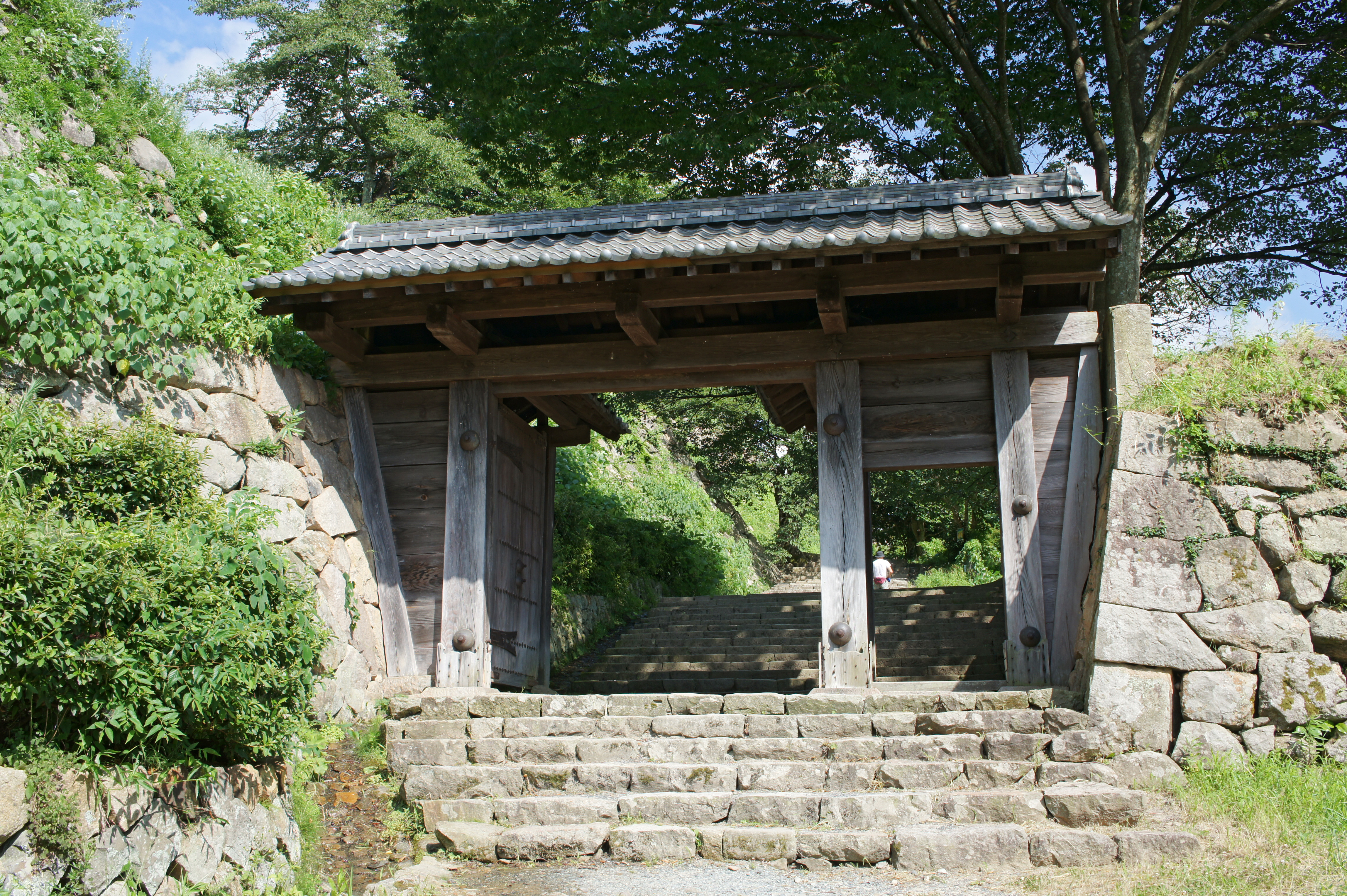
中仕切門（木造復元）。

城は、1873年（明治6年）に公布された廃城令によって存城とされ、陸軍省の所管となり第4軍管に属した。1876年（明治9年）鳥取県が島根県に編入されると、県庁所在地（松江市）以外に城は必要なしとの観点より、陸軍省によってすべての建造物は払い下げられ、1877年（明治10年）より1879年（明治12年）にかけて中仕切門と扇御殿化粧の間を残して解体された。最後に取り壊されたのは、鳥取城を象徴する建物となっていた二の丸の御三階櫓だったという。唯一現存していた中仕切門も1975年（昭和50年）3月に大風によって倒壊したが同年秋に木造復元された。現在は天守台、石垣が残っており、国の史跡に指定されている。昭和44年から昭和51年まで、山麓北西から観光用のロープウェイが運行されていた。
1993年（平成5年）、鳥取城正面入口に吉川経家の銅像が建立された。2006年（平成18年）4月6日、日本100名城（63番）に選定された。

#### 木造復元事業
2005年（平成17年）に「史跡鳥取城跡附太閤ヶ平保存整備基本計画」が策定された。これは鳥取城を2006年度から30年の歳月と51億2千万円をかけ、幕末期の姿へ木造復元する計画である。これによれば、まずは2015年までに中之御門大手門登城ルート、追って下馬場番所、太鼓御門、御三階櫓、土塀等を木造復元する計画である。2011年（平成23年）5月、天球丸の巻石垣の修復が完了した。2014年6月、天球丸の巻石垣の石が抜き取られる事件が発生した。
令和元年11月から令和3年3月にかけて大手門の木造復元工事が行われた。令和3年3月13日から一般開放される。

## 構造

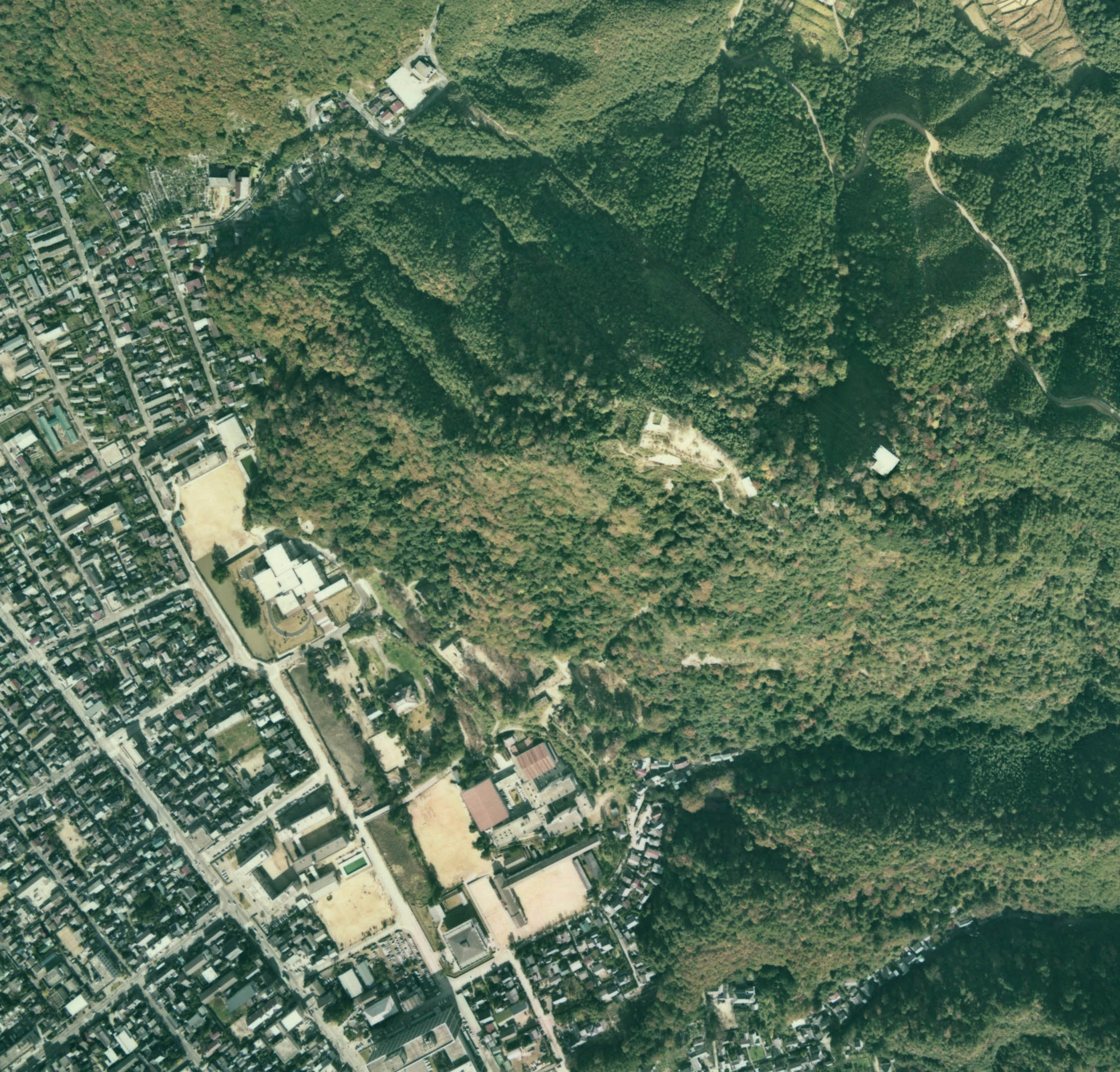
鳥取城 1974年。

標高263メートルの久松山頂の山上の丸を中心とした山城部、山麓の天球丸、二の丸、三の丸、右膳の丸などからなる平山城部からなる梯郭式の城郭とすることができる。さらに西坂・中坂・東坂などの尾根筋には戦国期の遺構が数多く残されており、戦国時代から近世、さらに幕末までの築城技術が一つの城地に残る城跡である。
藩政期の鳥取城の建造物については、数多くの古絵図が残されているほか江戸後期の鳥取藩士岡嶋正義の『鳥府志』に詳しく記述されている。

### 山上の丸

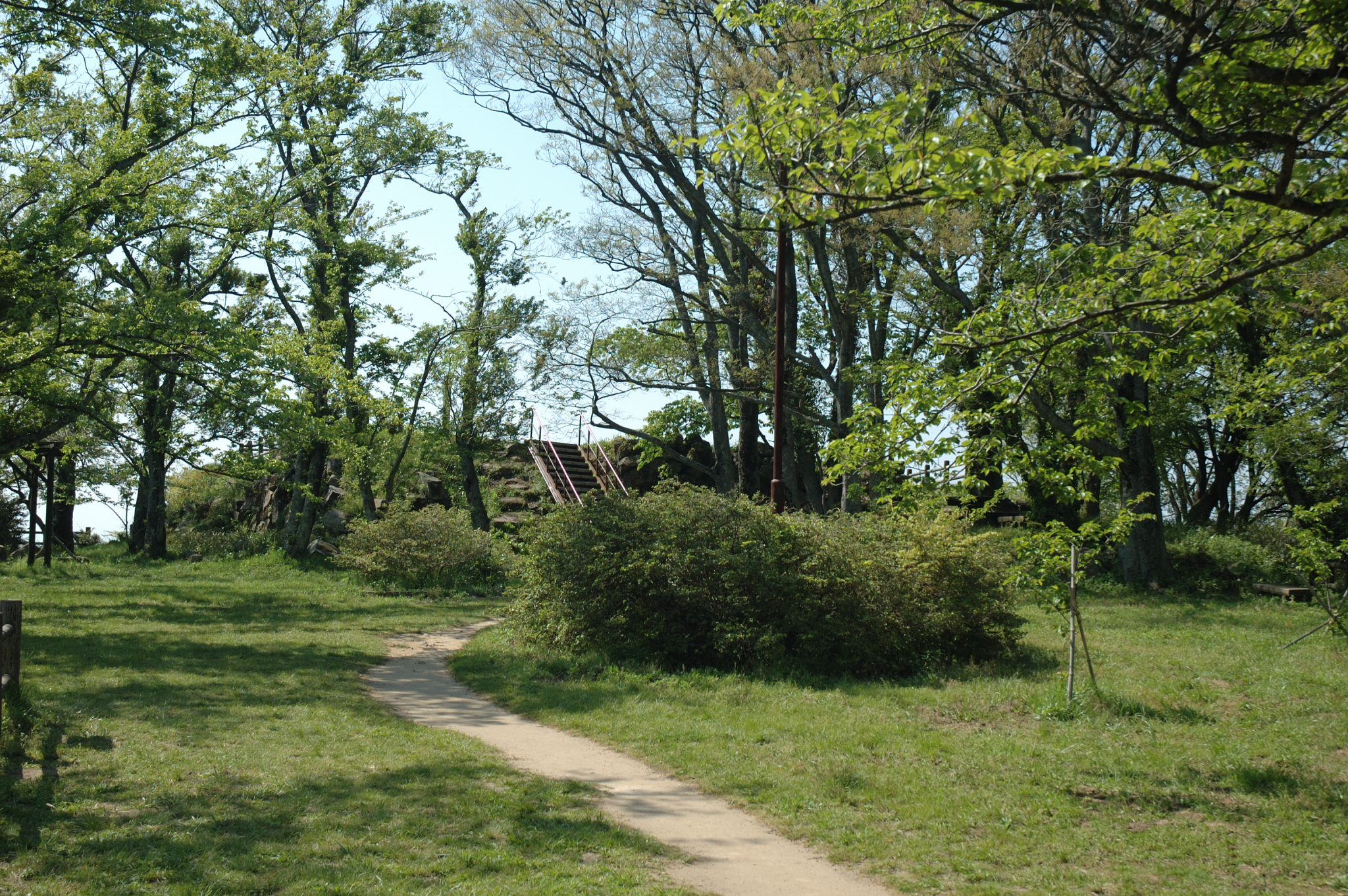
山上の丸。

天守、車井戸、御旗櫓、着見櫓、多聞櫓などの建物があった。東方に二の丸・三の丸と見なすことのできる2段の郭がある。本丸西方の一段下には出丸があり、下段の御櫓のほかに馬場も設けられていた。
天守
山上の丸の北西隅に位置する。始原については不明な点が多いが、『因幡民談記』によると1573年（天正元年）に山名豊国が因幡守護所を布勢天神山城から鳥取城に移した際に、布勢天神山城の3層の天守を移築したとされている。池田長吉が鳥取城主となった際、強風によるゆがみを避けるために2層に改築した。
天守台は、南北10間5尺×東西10間2尺のほぼ正方形で城内で最大の櫓台である。2層天守の櫓台としては非常に大規模なものであり、現存天守では犬山城天守とほぼ同じ大きさである。天守台の石垣を見ると北側に向けて築き足した箇所が明瞭に確認でき、3層天守を2層に改築した際に石垣を拡張したことが遺構からも確認できる。
天守台中央部には深さ8尺の穴蔵がある。
古絵図等によれば杮葺または板葺の屋根、下見板張りの外装という寒気に配慮した造りで、最上階屋根以外に破風のない外観であったと考えられている。また天守南東部に突き出した5間×3間・3間×3間の2段の石塁に着目し、鳥取城天守は付櫓が付随していた複合天守という意見がある。天守台には天守に入るための石段の痕跡がないため、付櫓を経由して天守内部に入っていたという推論も、ある程度裏付けられる。ただ『鳥府志』や鳥取池田家文書などの諸記録には付櫓のことは記されておらず、鳥取城を描いた古絵図にも付櫓が描かれていない。寛文から貞享年間に描かれたとみられる鳥取城絵図には、2層の天守櫓や山上の丸の建物群は描かれているが、付櫓が付随していたとされる天守南東部には石塁のみが描かれ、建物は描かれていない。その一方で『鳥府志』には、天守北東に建っていた御旗櫓という櫓についての記述がある。
鳥取城天守は1692年（元禄5年）に落雷で焼失し、以後再建されなかった。天守台の石垣も、江戸時代後期になって北側が幅7間にわたって孕み出しが生じ、巻石垣で補強するなどの措置がとられたようである（鳥取県立博物館所蔵『御天守御台石垣損シノ処御絵図面』 作者および作成年代不明だが江戸時代後期の作か）。
太平洋戦争中には、天守台上に防空監視所が設けられた。1943年の鳥取大震災によって天守台北側の石垣が崩れ、現在も修理されないまま石垣が崩落している。
御旗櫓
『鳥府志』に「天守北東に蒲鉾型に張り出した石塁があり、そこに御旗櫓と呼ばれる櫓が建っていたが、現在は番人が口伝えに語るのみで、詳細は不明である」と記述されている。鳥取城を描いた古絵図には、山上の丸の出丸にあたる場所に2棟の単櫓が描かれているが、どれが御旗櫓なのかは櫓の名称が記されていないため不明である。御旗櫓があったと伝えられる天守台の北東部は、鳥取大震災によって石垣が崩落しており、櫓台に相当する石塁も、現状では確認することができない。
着見櫓
山上の丸の東南隅にあり、走り櫓によって東側の多聞櫓とつながっていた。天球丸下の楯蔵とともに、1720年（享保5年）の石黒火事の際に焼け残った数少ない建物だった。
車井戸
天守の近くにあり、慶長の大改築の際に3年かけて掘られた。車井戸の近くには天守奉行が駐在した建物もあった。またケンポ梨、兜松といった巨木も近くにあったという。
下段の御櫓
山上の丸の出丸に存在したと記録されている櫓で、江戸初期の絵図にも平櫓が記されている。石黒火事で焼失し、以後再建されなかったという。
御箱井戸
三の丸下、東坂の城門内にあった井戸。慶長の大改築の際に北麓の円護寺（えんごうじ）集落の人々が水をくみ上げたと伝えられている。鳥府志にはこの中に山椒魚（カスミサンショウウオ）と見られる異形の物が住むと記されている。

### 天球丸

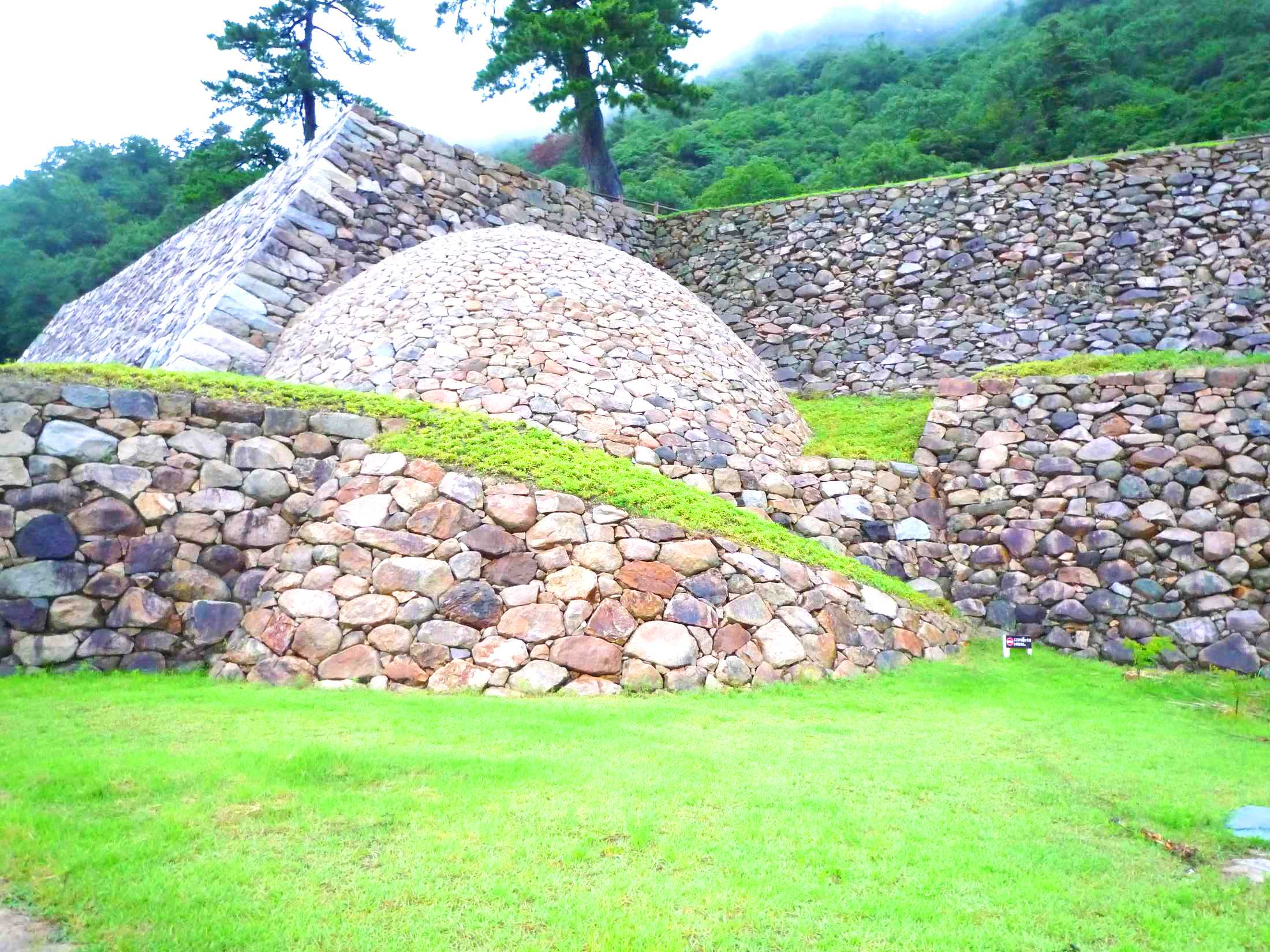
巻石垣（天球丸）。

二の丸の一段上、平山城部の最高所にある。池田長吉の姉で若桜鬼ヶ城主・山崎家盛の夫人だった天球院が山崎家を去った後に居住していた。三階櫓、御風呂屋御門などの建物があり、池田光政入封後も天球院の居所が存在していたという。享保5年の石黒火事で焼失し、長らく放置されていたが、幕末には不穏な世情を背景にお稽古所が設置された。
近年の石垣復元に伴う発掘調査から、池田長吉による慶長の大改築の際に、宮部時代の石垣をもとにして郭が拡張されたことが明らかになった。また、この頃は現在の凸の字状の郭ではなく、東側が3段の石垣で造られ、中心部は2段の石垣で構成されたことも明らかになっている。現在のような形になったのは、長吉の後の池田光政の改築によるものと考えられている。
さらに、江戸時代後期、1807年（文化4年）頃に石垣のたわみを防ぐために球面を持つ巻石垣によって石垣下部が補強されたことも明らかになり、巻石垣が復元された。こうした巻石垣は港や河川の工事に用いられるのが主で、城郭の補強に用いられるのは、きわめて珍しい例である。
三階櫓
天球丸の南東にあり、二重の多聞櫓に廻縁を持たない望楼が載った特異な形をしていた。従来、慶長期の大改築の際に建造されたと考えられていたが、近年になって発見された池田長吉時代の鳥取城図にはその姿は描かれていないため、池田光政が元和年間に行った大改築時に建造されたと考えられている。二の丸の層塔型の御三階櫓と並び立っていたが、石黒火事で焼失し以後再建されなかった。近年の発掘調査で、この三階櫓の礎石となる8間×4間の石列が発見された。
武器蔵
天球丸三階櫓が焼失した後、その跡地に武器蔵が建てられたことが近年の発掘調査によって確認された。礎石列や貯蔵されていた銃弾も出土した。
御風呂屋御門
天球丸の入り口にあった櫓門。名称の由来は「天球丸に以前風呂があったから」とも「古屋」あるいは「お袋屋」が訛ったものともいわれている。これも石黒火事で焼失した後は再建されなかった。門の内には井戸があり、天球丸の石垣修復工事の際に一緒に修復された。
物見御殿
天球丸の一段下にある小郭に設けられていた。藩主のみが入ることを許されていた建物で、二の丸や天球丸下の楓園などの絶景を楽しんだとみられる。
楯蔵
天球丸の一段下の郭にあった。楯形に曲がった小さな平櫓だったが、この建物は石黒火事にも焼け残り幕末まで存続した。楯蔵の石垣には継ぎ足した跡を明瞭に見ることができ、そこより下部は宮部時代に造られた鳥取城最古の石垣であることが、近年の発掘調査で明らかになった。また楯蔵のある郭一体は、城山である久松山の湧水が集められ、カエデが植えられた庭園になっており、楓亭とよばれる風雅な建物もあった。現在、発掘調査の成果や古絵図に基づいて庭園の復元が図られており、久松山各所から集められたカエデも植栽されている。

### 二の丸
江戸時代初期には藩主の御殿が置かれ、鳥取城の中心であった。周囲に御三階櫓、走櫓、菱櫓などの建物があった。大手の入り口は鉄御門（くろがねごもん）。1718年（享保3年）三の丸に新御殿が建設されると二の丸が使われることは少なくなった。石黒火事で全焼したあと、御三階櫓と走櫓が再建されたのみで長らく放置されていたが、1844年（弘化元年）再び二の丸御殿が建設された。1849年（嘉永2年）には御三階櫓の西方が拡張され、角櫓や登り石垣が建造された。幕末には菱櫓も再建された。

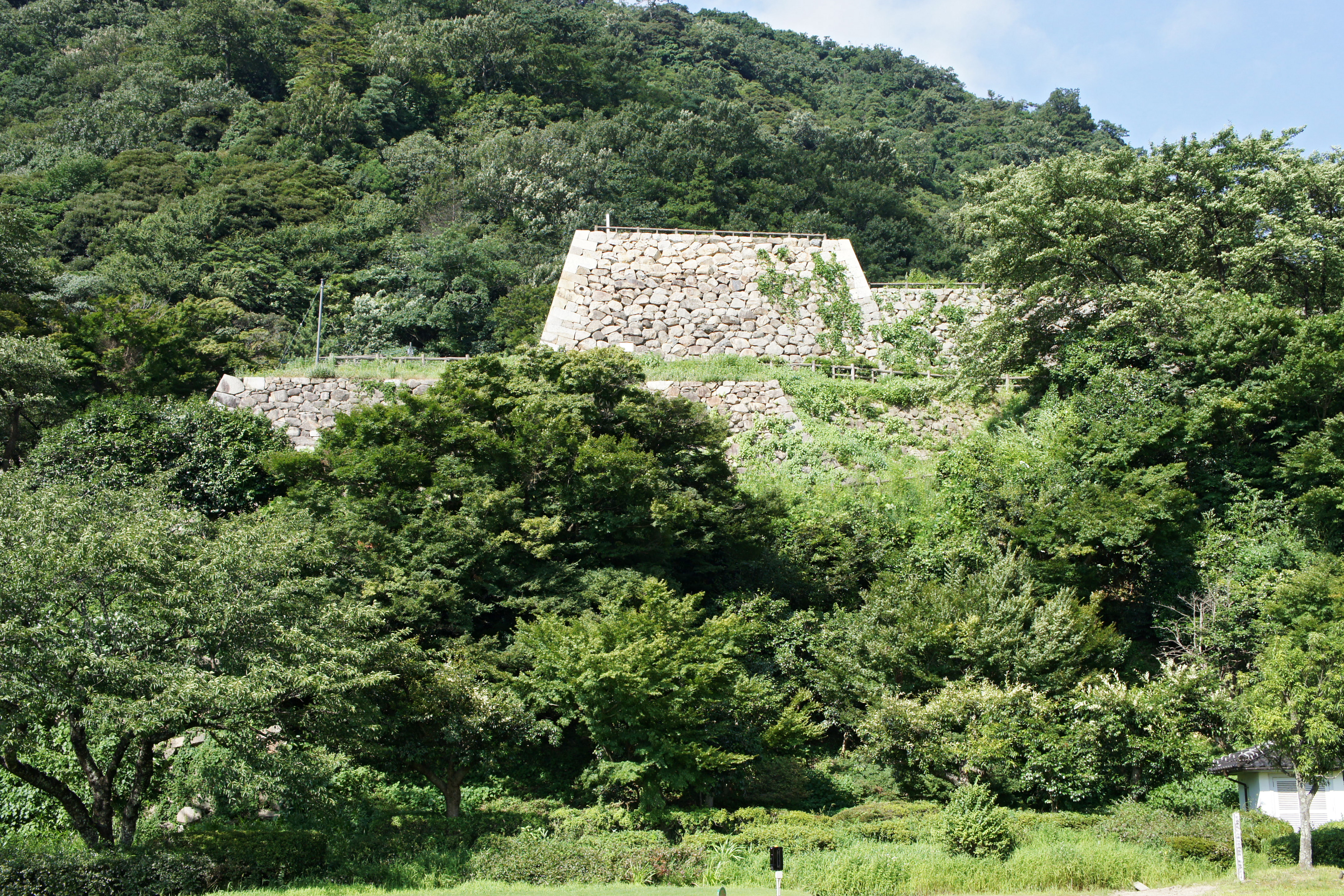
仁風閣から二の丸の石垣を望む。

御三階櫓
二の丸の南西隅、市街地に面して建っていた3層3階の隅櫓。池田光政による元和の大改築時に建造されたと考えられており、山上の丸の天守が焼失してからは鳥取城を象徴する建物となった。石黒火事で焼失したあとも8年後に再建されている。
1階は8間四方、2階は6間四方、3階は4間四方と規則正しい逓減率となっている。古写真によれば、黒の下見板張り・瓦葺きで、飾り破風は一切ない。櫓台の東側に入り口が設けられ、階段を上ると1階中央に達するようにできていた。諸記録には、軒高4丈5尺（約14.8メートル）と記されているが、城郭建築史家の松岡利郎は古写真より復元図を起こしたところ、櫓台からの高さは17.8メートルであったと推定している。隅櫓ではあるが、その規模は三重天守の宇和島城天守（15.7メートル 3層3階）、丸亀城天守（14.5メートル 3層3階）をしのぐ。ほぼ同じ高さのものでは、犬山城天守（18メートル 3層6階）がある。
走櫓
二の丸の南東隅にあり、御三階櫓とは土塀で連結されていた。石黒火事で焼失したが翌年に再建された。二の丸に御殿があった頃は、「御櫓評定」と呼ばれる家老衆の政務がこの中で行われた。
菱櫓
走櫓に隣接して立っていた2層2階の櫓。土台の石垣から推測すると平面は菱形をしていたと思われる。石黒火事による焼失後はしばらく再建されず、最後の藩主・池田慶徳の時代になってようやく再建された。
角櫓
嘉永年間に拡張された二の丸の西北隅にあった一重の櫓。角櫓の櫓台は、後述する西坂砦群の石垣を掘り起こして築かれたとされている。角櫓の後方には小規模な登り石垣がある。これは現在確認されている限りでは、幕末に建造されたものとしては国内唯一の登り石垣である。

### 右膳の丸
御三階櫓の西方、二の丸の一段下にある郭。城代高木右膳の屋敷があったことからこの名がある。太平洋戦争後はここに進駐軍の官舎が建てられており、礎石等の遺構は破壊されているが、郭の一隅に五輪塔群、井戸、城内安全之碑が遺っている。

### 三の丸
江戸時代初め、池田長吉の頃は侍屋敷がおかれていたらしい。池田光仲の時代になり若君の居館や老公の隠居所となったが、1718年（享保3年）に拡張工事が行われ、藩主の居館が置かれた。それに伴い二の丸と呼称が改められたが、藩主の居館が再び二の丸へ移った幕末には三の丸の呼称に戻っている。最後の藩主・池田慶徳の代、文久年間に江戸小石川にあった水戸徳川家の松の御殿を移築したため、松の御殿と呼ばれることもあった。三の丸は現在は鳥取県立鳥取西高校の敷地となっている。
走櫓
現在の鳥取西高体育館の位置にあった三の丸ただ一つの櫓。この中ではご家老衆が政務を執っていた。
太鼓御門
三の丸正面入り口の門で枡形門。一の門は櫓門であり、櫓の桁行は24mに及ぶ城内最大級の櫓門であった。この櫓の楼上で、胴周りが5mの大きな太鼓を打ち鳴らして時を報じていた。この太鼓は1本のケヤキから切り出された兄弟太鼓で、名和神社（鳥取県大山町）・美保神社（島根県松江市）・賀露神社（鳥取市）に保存されている。2023年（令和5年）復元完了予定

### 丸の内

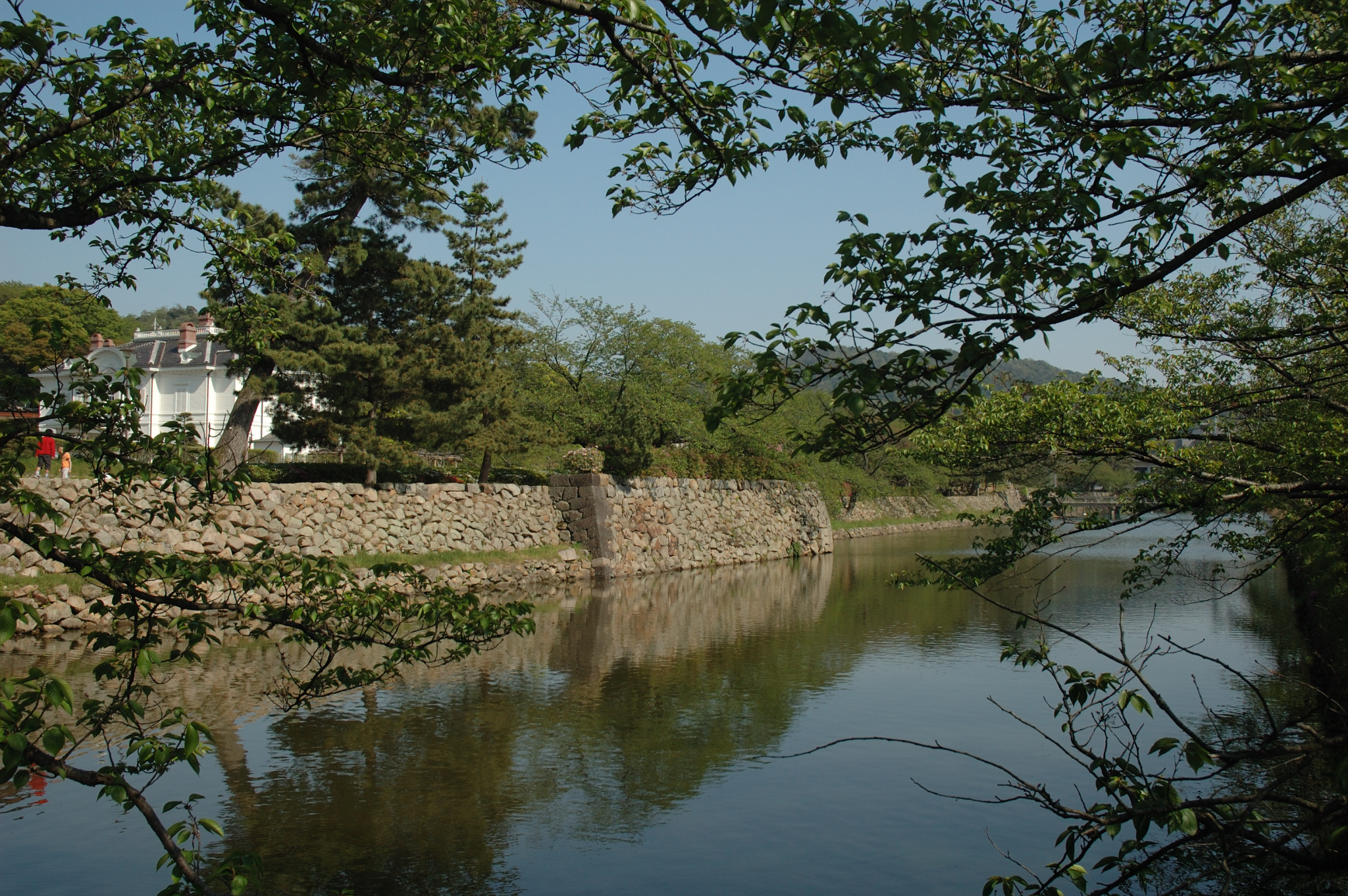
水堀。

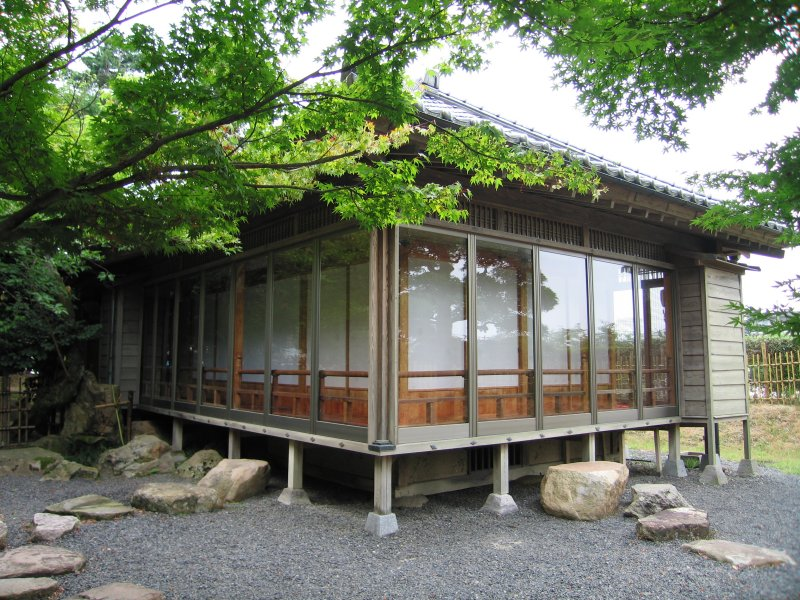
宝扇庵（旧扇御殿化粧の間）。

現在、鳥取西高校のグラウンドや久松公園になっている区画で、池田光政時代までは藩士の屋敷が建ち並んでいた。その後、藩士の屋敷は内堀の外へと移され、かわりに米蔵や武器蔵が建てられ、馬場も置かれた。米蔵があった関係上、一部の有力町人も出入りが許されていた。
中ノ御門表門及び渡櫓門
1621年（元和7年）に池田光政により創建。慶長の大改築以後、大手門とされた。第10代藩主・池田斉稷が1817年(文化14)に11代将軍・徳川家斉の十三男である乙五郎(池田斉衆)を養嗣子として迎えたことから、外様大名としては唯一、居城に葵紋を使用することが認められた。。枡形を備える複門で二の門は櫓門となっていた。藩主在城の時は門の扉は開かれ、藩主が江戸出府中は閉ざされていた。1720年（享保5年）の大火で焼失したが同年中に再建された。1875年（明治8年）に解体。表門は2021年（令和3年）に江戸末期の姿に木造復元。
渡櫓門は2025年（令和7年）に木造復元が完成。
車井戸
中の御門の付近（登場した人がかごや馬から下りる場所の近く）にあり、瓦で葺かれた屋根があり、滑車で藩主の御用水を汲み上げていた。岡島正義の鳥府志や江戸時代の鳥取城図に記載されていたが、大手登城路復元に伴う鳥取西高グラウンドの発掘調査で鳥府志や古絵図に記載された場所から井戸跡が出土し、存在が確認された。直径は約1.4m、深さは3m以上とみられ、松材で組まれた井戸枠も出土した。
擬宝珠橋
中の御門に向けてかけられていた橋で大手橋に当たる。池田光政期の1621年（元和7年）7月に創建された。全長約36m・全幅約6m。鳥取城の大手橋として参勤交代の玄関になっていたほか、藩領の測量の起点となっていた。その他に、橋上で月見の宴が催されたり、端午の節句には若殿が橋の上に陣取って祭礼を見物するなどの行事が行われた。数度の改修・架け替えを経て、明治初期に鳥取城の建物が取り壊された後も、1897年(明治30)頃まで存続していた。2011年(平成23)に『史跡鳥取城附太閤ヶ平保存整備事業』の一環として発掘調査が行われた後、2018年(平成30)10月に復元された。国の特別史跡または史跡で文化庁が認めた近世城郭の木造橋としては、国内最長となる。なお、藩政時代に使用されていたこの橋の擬宝珠は、鳥取西高校資料室に保管されている。
南の御門
武道館の脇にあった門。遺構は残っていないが、連続内枡形を持つ高麗門と渡櫓門である。近年になって発見された池田長吉時代の古絵図によると、池田長吉時代は南の御門が大手だったらしい。池田光政以後は搦手門とされ、武士の通用門となっていた。
北の御門
慶長大改築前は大手門だったが、改築後に搦手門とされた。門の構造は高麗門で有った。町人が丸の内に出入りする場合は、この門を使用した。北の御門のみ単門だった。
中仕切門（西坂下門）
鳥取県立博物館脇の二の丸登り口にあり、1867年（慶応3年）に創建された。鳥府志などの江戸時代の諸記録や絵図にはこの門は記載されていない。長年にわたり「お城の門」として市民に親しまれていたが、1975年（昭和50年）3月に強風のため倒壊した。その後、旧態どおりに木造復元された。
宝隆院庭園
宝隆院は第11代藩主・池田慶栄の未亡人。若くして夫を亡くした宝隆院を慰めようと、池田慶徳が造った池泉回遊式の日本庭園。宝隆院の住まった扇御殿と呼ばれる御殿もあったが、後述の化粧の間を除き取り壊されてしまった。1907年（明治40年）、当時の皇太子（のちの大正天皇）の山陰行啓に際して宿舎として扇御殿跡に仁風閣が建てられた。その後、宝隆院庭園は鳥取大震災などにより荒廃を極めていたが、1971年（昭和46年）から1972年（昭和47年）にかけて復元・整備がなされた。
扇御殿化粧の間
宝隆院庭園の南隅に残る扇御殿の一部。宝隆院が居住した扇御殿は池田慶徳によって1863年（文久3年）5月頃に起工し、同年7月28日に上棟となった。襖や欄間に扇模様が多く取り入れられていたので扇御殿と呼ばれたという。化粧の間は扇御殿の離れとして建てられ、宝隆院はこの建物を好んだという。完成後ほどなく文明開化の世になり、扇御殿は化粧の間を残して取り壊された。化粧の間は修復を施され、現在は茶座敷「宝扇庵」として市民茶会などに貸し出されている。鳥取城に遺る唯一の建造物だが、前述のように後世に修復の手が入っている。くわしい修復の時期や修復・改変の箇所・程度は明らかでないが、宝隆院庭園の復元・整備がなされた1971年頃に同時に化粧の間も修復された可能がある。

## 遺構

### 江戸期の遺構
- 現在、直接目にすることのできるのはその多くが江戸期の遺構である。山頂の山上の丸、山麓の天球丸・二の丸・三の丸・丸の内などに、多くの石垣・櫓台・建物の礎石・井戸などが残る。鳥取城の改築は江戸初期の慶長年間から幕末期の嘉永年間にまで及んでいるため、石垣を注意深く観察すれば「野面積み→打ち込みハギ→切り込みハギ」と推移した石垣築造技術の変遷を確認することができる。また、二の丸御三階櫓の背後の山腹には、江戸期の改築時の石切場の遺構もある。
- 遺された建造物としては唯一、丸の内の宝隆院庭園の片隅にある扇御殿化粧の間があるが、後世の修復・改変が入っている。また二の丸下に中仕切門（西坂下門）が復元されている。
- 山麓には内堀が残っているが、完全な形ではない。鳥取城の総構えだった薬研堀の遺構は、近年まで市内各所に残っていたが、戦後から平成にかけての区画整理や道路拡張工事で完全に埋め立てられてしまった。
- 鳥取城は、鳥取市街地を流れる袋川が防衛ラインの一つになっており、城側の土手には竹を植えて寄せ手の視界を遮る工夫がなされていた。明治以降に竹藪は伐採されて桜に植え替えられたが、鳥取市立川町付近の袋川土手に竹藪による防御設備が残っている。

### 安土桃山期の遺構
- 現在の鳥取城は豊臣政権下の宮部継潤・長房時代の郭や石垣をもとに大改築されたと考えられているため、安土桃山期の遺構のほとんどは江戸期の遺構の下に埋められている。直接目にすることのできる安土桃山期の確実な遺構として、天球丸下の楯櫓の櫓台下部が宮部時代のものと考えられる野面積みの石垣である。
- 山上の丸の石垣は、高石垣を築くのではなく2段・3段の石垣を築き上げていく手法であるため、その大部分が宮部時代に築かれたものではないかという説がある。
- 天守台の石塁は、慶長期の大改築で築き足された跡が明瞭に確認できることに加え、天守台東方直下から豊臣政権時の城郭によく使用された三つ巴紋の軒瓦が出土するため、宮部時代の天守台が慶長期の大改築の際に拡張が加えられて使用されたと考えられる。

### 戦国期の遺構
西坂・中坂・東坂の3つの尾根筋を中心に戦国期の遺構も残されている。
西坂
鳥取県立博物館上の稜線を上って山上の丸の出丸に達する。宮部時代までは大手道とされたが、江戸時代になると険しい西坂は使われなくなり、藩政期の鳥取城絵図にも登り口や道筋は記されていない。山上の丸までに松の丸・太鼓ヶ平・笛ヶ平・鐘ヶ平などの砦跡がある。伝承によれば、松の丸は山名豊国の頃までの城主の居館があり、宮部時代になってから二の丸に居館が移ったという。『鳥府志』によると石黒火事の頃までは松の丸には煙硝蔵があったと記されている。松の丸・鐘ヶ平に石塁が確認できるほかは、稜線を削平した戦国期の砦である。1849年（嘉永2年）に二の丸が拡張された時には、西坂砦群の石垣が掘り起こされて再利用された。そのためか西坂砦群の石垣は二の丸側が崩されている。
中坂
二の丸裏手の八幡神社から登っていく藩政時代の大手道だが、戦国期の砦跡も数多く残る。中腹には桂蔵坊という狐を祀った中坂神社が、戦国期の砦跡に建てられている。また遠見の番所、見越の番所という2つの番人小屋があった。山頂近くには岩をくりぬいて山からの湧水を貯めた山伏井戸という井戸があった。
東坂
長田神社の脇の谷から登っていく江戸時代の搦手道。山名豊国が布勢にあった仙林寺を移築したと伝えられる寺屋敷が途中にあり、石畳道や井戸、五輪塔などが残っている。山頂近くの稜線には天険を利用した十神の砦があり、1573年（天正元年）の尼子党の攻撃をここで防いでいる。十神の砦の入り口には古い城門跡が残る。
この他、雁金山城に続く北方の稜線上や円護寺側の山腹にも多くの砦跡が残っている。なお山上の丸の直下に無数の削平地があるが、これらは羽柴秀吉の鳥取城攻撃の際に城内に避難してきた人々の駐屯小屋掛けの跡と『鳥府志』が伝えている。

## 逸話
お左近の手水鉢
池田長吉が鳥取城主となり改修した際、難航していた三階櫓の石垣に、長吉の子池田長幸夫人の侍女「お左近(おさご)」の手水鉢を入れ込んだところ無事完成したとの伝承がある。1963年(昭和38年)、この手水鉢と思われる石材が発見され、三階櫓石垣修理の際に元の位置に復元されている。「鳥府志」にもこの手水鉢の記載がある。

## 作品

### 文学
- 首桶（小説。短編集「西国城主」に収録。野中信二著）
- 鳥取城の生地獄（小説 「古城秘話」「ちくま文庫」に収録 南條範夫著）
- ものがたり、御ききあるべく候－吉川経家（小説。「滅びの将」に収録。羽山信樹著）

### イメージ・キャラクター
- かつ江さん：粗末な着物姿で、げっそりした顔の女性がカエルを握りしめている。鳥取市教育委員会がイメージ・キャラクター公募した際、鳥取城の渇え殺しの歴史が分かるという点が評価され優秀賞に選出されたが、2014年7月にホームページで公開されると批判が殺到し、お蔵入りとなった[21]。